# Большой янтарь
«Большой янтарь» (латыш. Lielais dzintars) — советская двухсерийная музыкальная комедия режиссёра Алоиза Бренча, снятая на Рижской киностудии в 1971 году.

## Сюжет
Молодёжный эстрадный ансамбль не смог из-за нелётной погоды вовремя попасть на конкурс песни, проходивший в Риге. Первое место не было присуждено никому и уверенные в победе музыканты делают всё возможное, чтобы собрать для повторного прослушивания успевших разъехаться членов жюри.
Поиски усложняются тем обстоятельством, что солистка ансамбля Майга ревнует своего жениха Арвида к секретарю конкурсного жюри Жермене Павловне, помогающей музыкантам найти своих коллег.
Разделившись на две группы, они успели побывать в Сигулде, на конкурсе бального танца и на празднике рыбаков в юрмальском колхозе.
После череды приключений, автомобильных погонь и пропажи коробки с главным призом всё заканчивается благополучно. Жюри собралось в полном составе, ансамблю присудили победу и помирившиеся Майга с Арвидом задумались о скорой свадьбе.

## В ролях
- Наталия Дугина — Майга Лапиня, солистка ансамбля «Янтарь»
- Николай Стрелецкий — Арвид Роя, руководитель ансамбля «Янтарь»
- Ольга Аросева — Жермена Павловна, секретарь жюри конкурса
- Борис Рунге — Антон Бук, представитель Дома культуры
- Александр Белявский — Леон Бубик, администратор ансамбля «Янтарь»
- Алексей Полевой — Микки, председатель жюри
- Сергей Филиппов — дирижёр, член жюри конкурса
- Борис Сичкин — музыкальный критик, член жюри конкурса
- Алексей Смирнов — исполнил роли: портье, завзалом кафе «Сигулда», коптильщика салаки, барабанщика на празднике рыбака
- Харий Мисиньш  — эпизод
- Ольга Леяскалне — эпизод
- Дзидра Ритенберга — Сирена Марковна, жена председателя жюри
- Надежда Репина — вторая солистка ансамбля «Янтарь»[2]

- Текст за кадром — Александр Белявский

- Тексты песен:
  - Владимира Андреева
  - Григория Бейлина
  - Владлена Дозорцева
  - Лидии Ждановой
  - Цаль Меламеда
  - Ирины Черевичник

- Песни исполняют: Маргарита Вилцане, Валерий Ободзинский

## Съёмочная группа
- Авторы сценария: Язеп Османис, Алоиз Бренч
- Режиссёр-постановщик: Алоиз Бренч
- Композитор: Раймонд Паулс
- Оператор-постановщик: Генрих Пилипсон
- Художник-постановщик: Хербертс Ликумс
- Балетмейстер: Янина Панкрате

Съёмки некоторых эпизодов фильма проходили в Сигулде, замке крестоносцев в Национальном парке Гауя.